# Zei
Zei je priimek več znanih Slovencev:
- Lada Zei (*1941), novinarka...
- Miroslav Zei (1914—2006), biolog, ihtiolog, oceanograf, publicist, univ. profesor
- Vida Zei (*1945), komunikologinja
- Zlatko Zei (1908—1982), slikar, risar, likovni pedagog
- Zlatko Zei (1937—1986), ekonomist, novinar, urednik